# آپن
آپن (به آلمانی: Apen) یک شهر در آلمان است که در امرلند واقع شده‌است. آپن ۱۱٬۰۰۱ نفر جمعیت دارد.

## نگارخانه

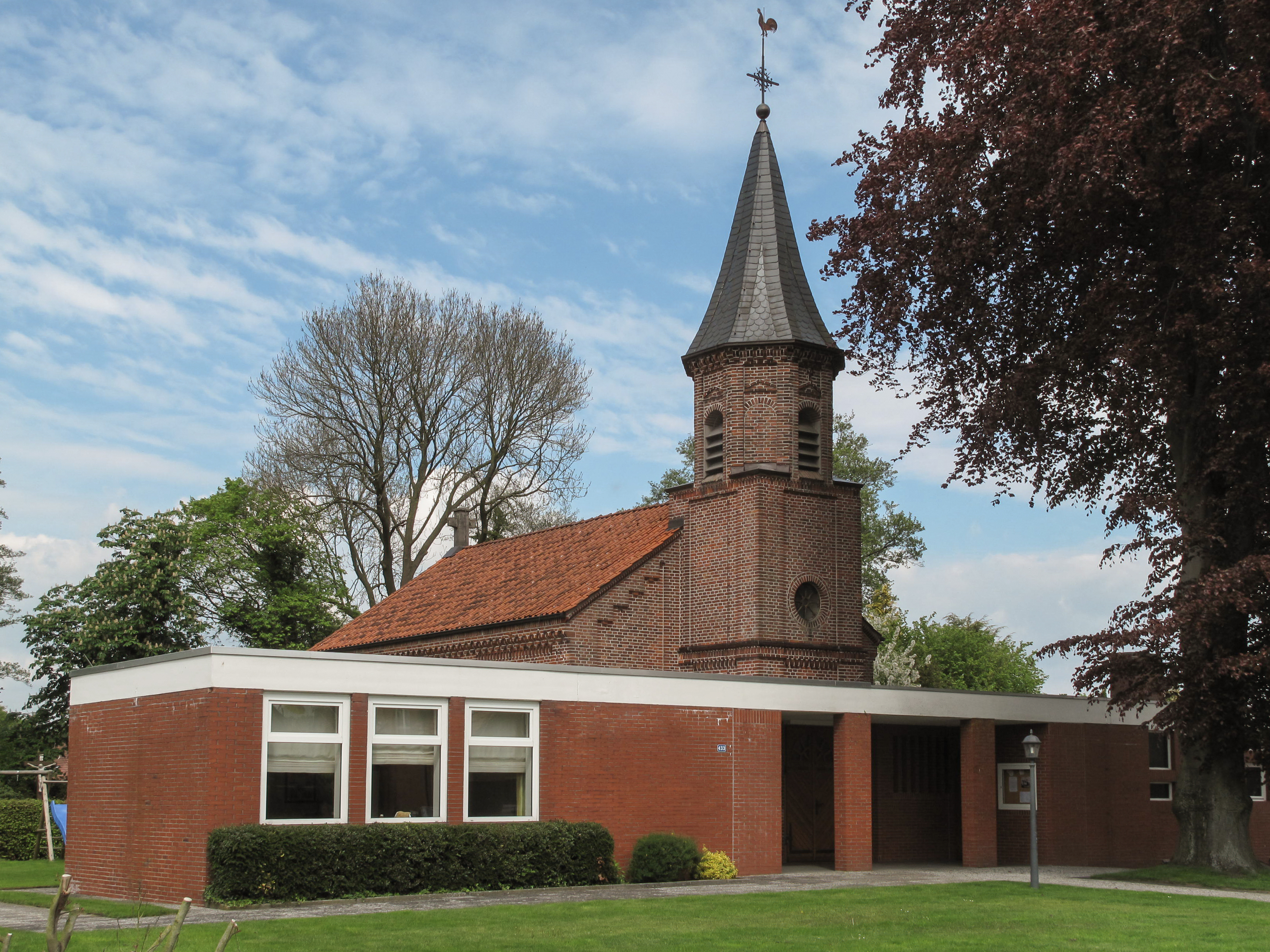
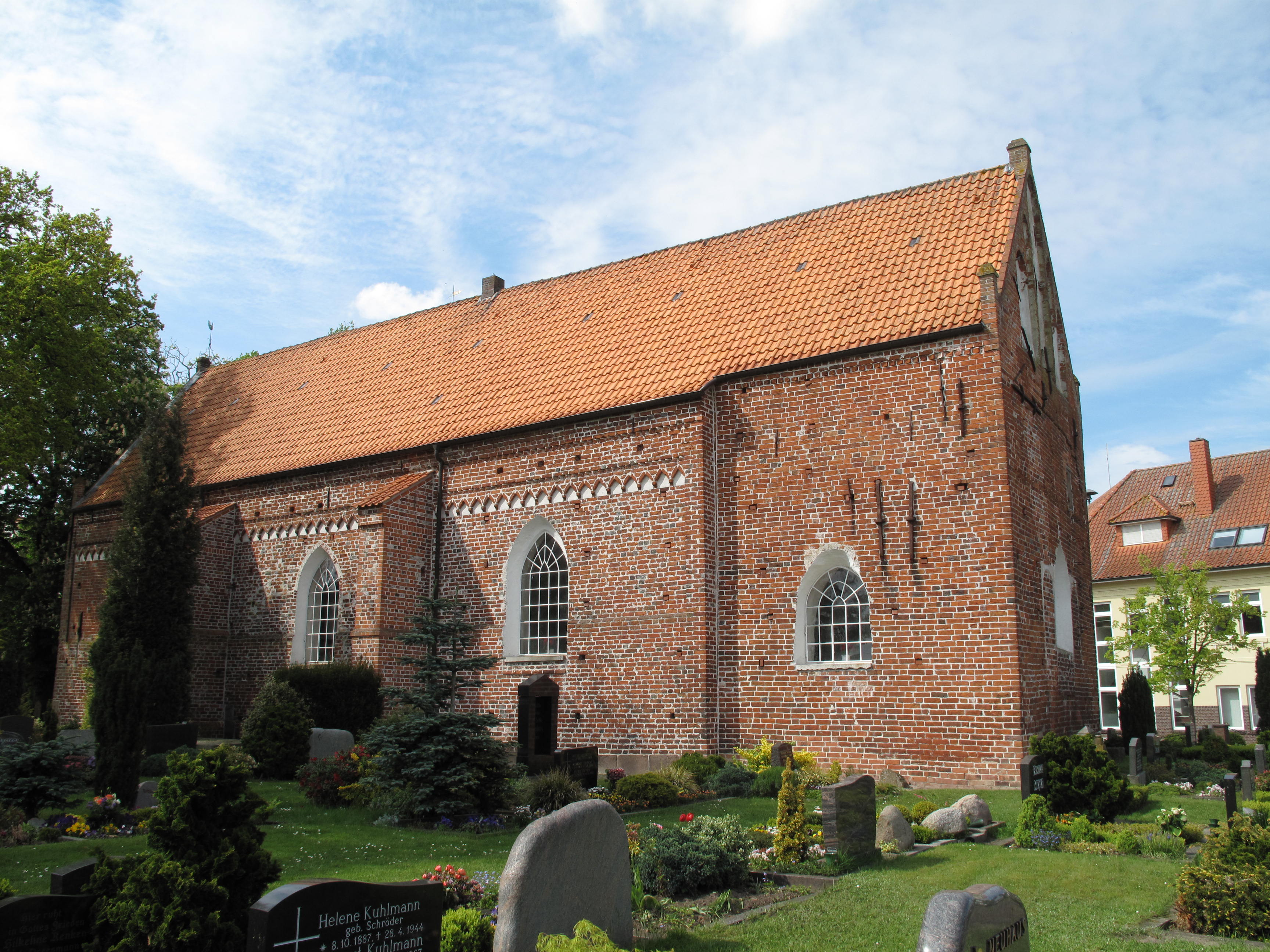